# Helius attenuatus
Helius attenuatus är en tvåvingeart som beskrevs av Alexander 1929. Helius attenuatus ingår i släktet Helius och familjen småharkrankar.
Artens utbredningsområde är Taiwan. Inga underarter finns listade i Catalogue of Life.